# Kvasiförening

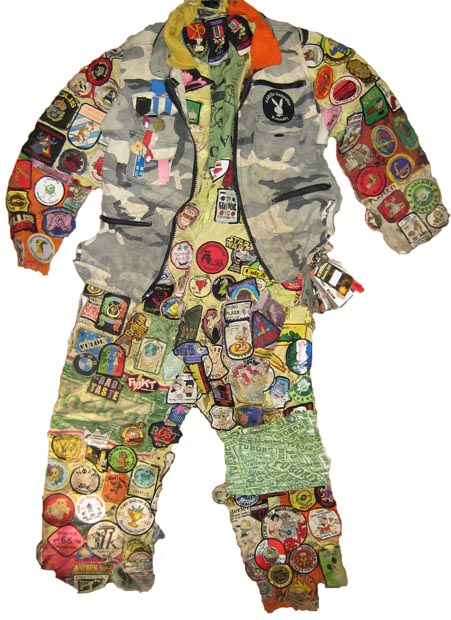
En studentoverall av årgång 1998 (Programvaruteknik), ursprungligen från BTH. Ägaren är medlem i en "kvasiförening", här Kååtha kamrater Ronneby, vilket signaleras med västen.

Kvasiförening, (av latinets "quasi", liksom om, i betydelsen "utges för att vara (något)", och förening), studentikost begrepp som ofta används för specifika studiesociala grupperingar, oftast iklädda studentoverall, på framför allt mindre och yngre svenska universitet och högskolor (exempelvis Borås, Kalmar, Blekinge, Växjö, Gotland, Jönköping, Kristianstad, Karlstad etc.). Grupperna fyller inte upp kraven på en verklig förening (av typen studentföreningar) och kallas av den anledningen för "kvasiföreningar".
Kvasiföreningar har ofta en hierarkisk struktur och alla som vill kan ej bli medlemmar, detta är den främsta anledningen till att grupperingen inte fungerar som en normal förening. Inträdesriter förekommer, liksom speciella igenkänningsmarkörer i klädseln. Framförallt är det studenter med studentoverall som ägnar sig åt att skapa kvasiföreningar. De flesta grupperingar blir inte långlivade då gruppen ofta består av ett fåtal kamrater som under studietiden sammanstrålar med specifika igenkänningsmärken, såsom speciell väst eller annan utsmyckning på overallen. Det finns dock exempel på mer långlivade kvasiföreningar som sedermera fungerar som nätverk i yrkeslivet.